# Sihe (sockenhuvudort i Kina, Heilongjiang Sheng, lat 47,31, long 124,88)
Sihe (kinesiska: 四合, 四合乡) är en sockenhuvudort i Kina. Den ligger i provinsen Heilongjiang, i den nordöstra delen av landet, omkring 220 kilometer nordväst om provinshuvudstaden Harbin. Antalet invånare är 22 254. Befolkningen består av 11 014 kvinnor och 11 240 män. Barn under 15 år utgör 14,0 %, vuxna 15-64 år 79 %, och äldre över 65 år 6,0 %.
Runt Sihe är det ganska tätbefolkat, med 62 invånare per kvadratkilometer. Närmaste större samhälle är Dongxing, 12,5 km öster om Sihe. Trakten runt Sihe består till största delen av jordbruksmark.
Genomsnittlig årsnederbörd är 728 millimeter. Den regnigaste månaden är juli, med i genomsnitt 217 mm nederbörd, och den torraste är januari, med 6 mm nederbörd.